# Agalloch
Agalloch — американская дарк-метал/фолк-метал-группа из Портленда, штат Орегон, США. Agalloch разработали уникальный стиль, сочетающий в себе жёсткий вокал блэк-метала, продолжительные гитарные акустические пассажи, меланхоличные тексты песен на основе фольклора, в частности, американских индейцев. Название группы происходит от старинного названия дуба, растущего в Орегоне. Также Agallocha, Agallochum — мягкая, смолистая древесина с сильным ароматным запахом, сжигаемая для благоухания.

## История группы
Коллектив был основан в 1995 году гитаристом и вокалистом Джоном Хоумом и клавишником Шейном Брейером. Вскоре в группу пришли гитарист Дон Андерсон и басист Джейсон Уильям Уолтон. В следующем году квартет записал демо From Which of This Oak, а спустя два года и второе демо, Promo 1998. Последнее привлекло внимание лейбла The End Records, который подписал контракт с группой и выпустил их дебютный альбом Pale Folklore в 1999 году. Отойдя от рамок классического блэк-метала, продемонстрированного на демо-записях, в пластинке появились элементы неоклассики и фолка.
Брейер покинул группу вскоре после выхода альбома, но успел отметиться на EP 2001 года Of Stone, Wind, and Pillor, куда вошел неизданный материал 1998-2001 годов. В следующем году вышел второй полноформатный альбом группы, The Mantle. Пропитанный мрачной пост-роковой атмосферой, релиз имел успех у критиков и привлёк значительное внимание слушателей. В это время Agalloch дали своё первое живое выступление. Они продолжили совершенствовать своё звучание на EP 2004 года The Grey, а в 2006 году выпустили свой третий альбом Ashes Against the Grain. В 2004 году также вышел сплит с группой Nest, куда была включена песня «The Wolves of Timberline» группы Agalloch.
В феврале 2008 года группа выпускает EP под названием The White, состоящий из дарк-фолковых и эмбиентных композиций, записанных в период между 2004 и 2007 годами. Релиз был вдохновлён культовым фильмом «Плетёный человек» и содержал семплы из него.
Пара альбомов-компиляций, The Demonstration Archive и The Compendium Archive, были выпущены на лейбле Licht von Dämmerung Arthouse в 2008 и 2010 годах соответственно. В 2010 году вышел четвёртый полноформатный альбом группы, Marrow of the Spirit, дебют на лейбле Profound Lore Records. В альбоме принял участие новый барабанщик группы Эзоп Деккер. Два года спустя вышел EP Faustian Echoes. В 2016 году Agalloch решили распуститься после выхода пятого и последнего студийного альбома 2014 года The Serpent & the Sphere.

## Стиль
Из интервью гитариста Agalloch Дона Андерсона сайту Metal Storm: «…на нас серьёзно повлияли такие европейские группы, как Katatonia, Ulver, так же как Sol Invictus, Forseti и Death in June».

## Дискография
Студийные альбомы
- Pale Folklore (1999; The End Records)
- The Mantle (2002; The End Records)
- Ashes Against the Grain (2006; The End Records)
- Marrow of the Spirit (2010; Profound Lore Records)
- The Serpent & the Sphere (2014; Profound Lore Records)

Мини-альбомы
- Of Stone, Wind and Pillor (2001; The End Records)
- Tomorrow Will never Come (2003; The End Records)
- The Grey (2004; Vendlus Records)
- The White (2008; Vendlus Records)
- Faustian Echoes (2012; Dämmerung Arthouse)

Сборники
- The Demonstration Archive (2008; Dämmerung Art)
- The Compendium Archive (2010; Dämmerung Art)
- Whitedivisiongrey (2011; Dämmerung Art)

DVD
- The Silence of Forgotten Landscapes (2009)

Демо
- From Which of This Oak (1997)
- Promo 1998 (1998)

Сплит-альбомы
- Agalloch / Nest (с Nest) (2004; Infinite Vinyl)
- The Pagan Herald No. III (с In the Woods..., Menhir, Wardruna, Tenhi, Paganus) (2009; The Pagan Herald)
- Oak Folk (с Allerseelen, Fräkmündt, Hrefnesholt и др.) (2010; Aorta, Ahnstern)
- Der Wanderer Über Dem Nebelmeer (с October Falls, Musk Ox, Kauan, Gallowbraid и др.)  (2010; Pest, Midnight)

## Участники группы
- Джон Хаум[англ.] (John Haughm) — вокал, гитары (+ акустическая), ударные, перкуссия — также участвует в группах Sculptured, Nothing, Landfill, Lotus 78 и A Den Of Wolves
- Дон Андерсон (Don Anderson) — гитары (+ акустическая), пианино, клавишные, ударные (изредка) — также участвует в Sculptured, Nothing, ex-Darling, ex-Necropolis
- Джейсон Уильям Уолтон (Jason William Walton) — бас-гитара — также участвует в Sculptured, Especially Likely Sloth, участник Subterranean Masquerade
- Хантер Джинн — ударные (Sculptured, Canvas Solaris, Fool's Game) (с 2023 - по настоящее время)

## Бывшие участники
- Шейн Брюер (Shane Breyer) (1996—2002) — клавишные
- Крис Грин (Chris Greene) (сессионный участник) — барабаны — участвует в The Waking Cold
- Aesop Dekker — (ex-Ludicra, Worm Ouroboros) (2007-2016) - ударные